# 柳博赫纳
柳博赫纳（羅馬化：Lyubokhna）是俄罗斯布良斯克州的市级镇，属佳季科沃区，在州府布良斯克北。
该地2021年人口有6,017人；2010年人口5,446；2002年人口5,293；1989年人口5,377。